# Тре Тори (Авелино)
Тре Тори је насеље у Италији у округу Авелино, региону Кампанија.
Према процени из 2011. у насељу је живело 167 становника. Насеље се налази на надморској висини од 401 м.